# Vigie

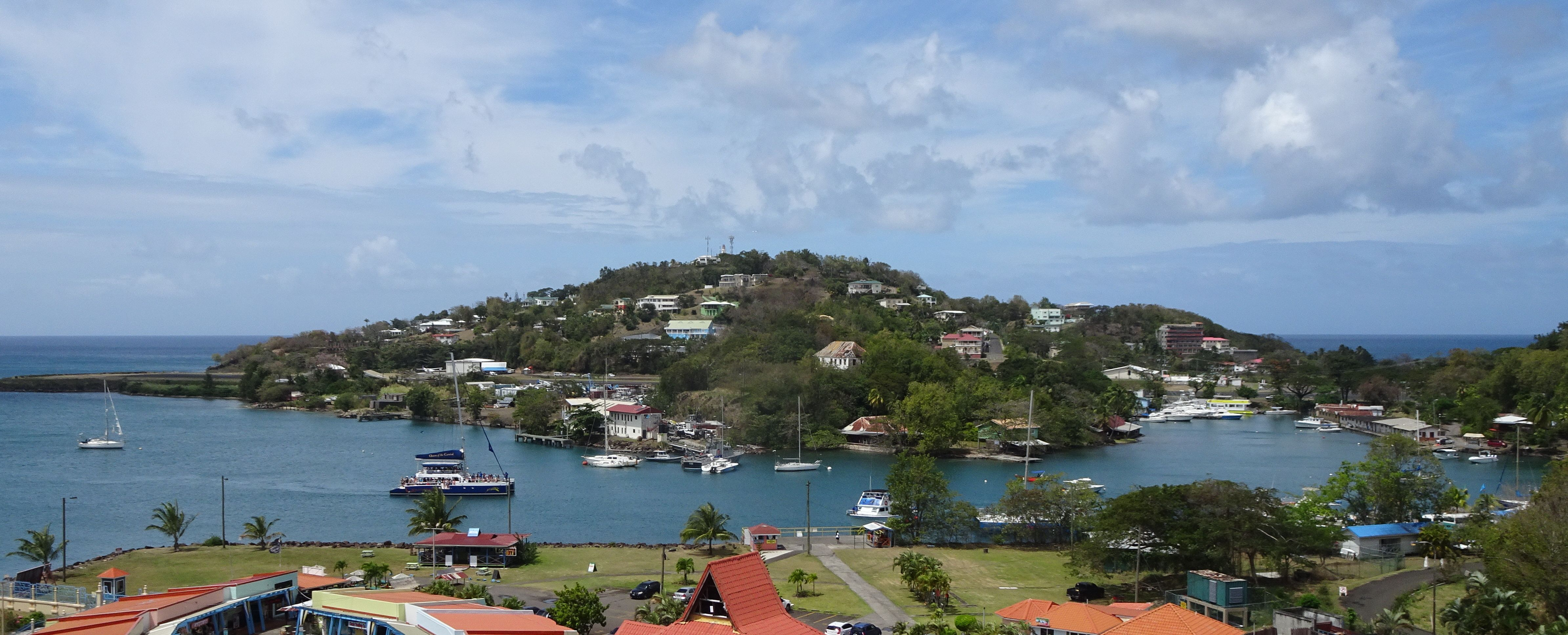
Blick vom Pointe Seraphine auf Vigie

Vigie (von französisch Vigie „Ausguck“, „Wacht“) ist eine felsige Landzunge und das gleichnamige Wohngebiet im Norden der Inselhauptstadt Castries auf Saint Lucia, dem Inselstaat der Westindischen Inseln.

## Geographie
Vigie ist eine Halbinsel, die aus dem Inselkörper von St. Lucia nach Westen vorspringt und mit der gegenüberliegenden Landzunge La Toc im Süden die Bucht von Castries umschließt. Der George F. L. Charles Airport ist teilweise auf die Halbinsel gebaut. Die Landebahn verläuft etwa in west-östlicher Richtung und riegelt Vigie und die benachbarte Vigie Beach (im Norden) von der Altstadt ab. Dort schließen sich die Stadtteile Point Seraphine und Sansouci an.
Auf Vigie befinden sich noch alte militärische Befestigungen (Meadows Battery 1898) und auf dem Beacon einer der beiden Leuchttürme von St. Lucia, Vigie Lighthouse. Außerdem befindet sich dort die Chancery, die Residenz des Premierministers von St. Lucia, das St Mary's College und mehrere Botschaftsgebäude.

## Geschichte
In der französischen Kolonialzeit war Vigie ursprünglich der Hauptstützpunkt der Franzosen. Sie errichteten 1745 ein Dorf am Fuß des Hügels und später die drei Forts: Choc Fort mit Ausrichtung auf die Choc Bay, Fort St. Victor an der Einfahrt zur Grand Carénage Bay (Castries Harbor) und Fort Montagu mit Ausrichtung auf die Petit Carénage Bay. Bald darauf aber befestigten sie den Morne Fortune und verlegten ihre Verwaltung weiter nach Süden in den Schutz der Bucht von Vigie.